# Кравцовка (Приморский край)

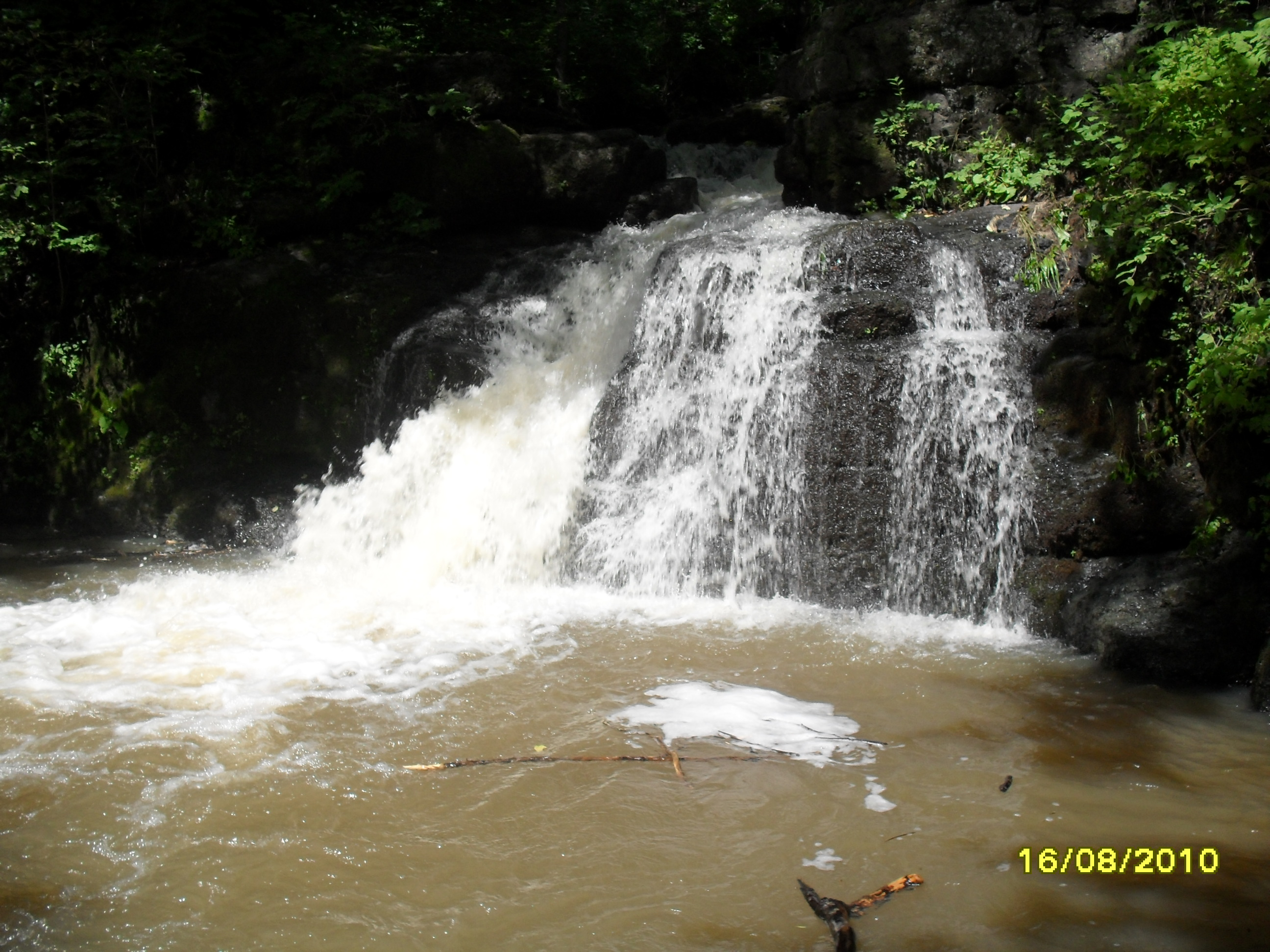
Верхний Кравцовский водопад

Нижний Кравцовский водопад

Кравцо́вка — село в Хасанском районе Приморского края России. Входит в состав Барабашского сельского поселения. Основано в 1942 году.

## Географическое положение
Село находится на севере района, у реки Грязная, в 10 км от её впадения в реку Раздольная, на расстоянии 79 км (по автодорогам) от посёлка городского типа Славянка, административного центра района, и 97 км (по автодорогам) от города Владивосток, административного центра края.

## Население
| 2002 | 2005 | 2010 |
| ---- | ---- | ---- |
| 17   | ↗27  | ↗46  |

## Улицы
- ул. Ленинская,
- ул. Октябрьская,
- ул. Ручейная,
- ул. Садовая,
- ул. Северная.

## Транспорт
Через село проходит автомобильная трасса А189 Раздольное — Хасан. Ближайшая железнодорожная станция находится на расстоянии 10 км к востоку в посёлке Виневитино.

## Достопримечательности
- Гусевское городище на правом берегу реки Грязная.
- Земляной вал высотой до 4 м, на левом берегу реки Грязная[5].
- Кравцовские водопады в 4 км от села по трассе на юго-восток и в 200 м восточнее трассы вверх по реке Грязная (на Кравцовском ручье). Каскад из небольших (наибольший около 4-5 м, самый нижний) водопадов. Высота потоков не превышает шести метров. Каскад состоит из пяти водопадов с яркими названиями: «Сказка», «Каменная чаша», «Дикая пасть», «Хрустальный» и «Ступенчатый». Свои названия водопады получили неслучайно. Например, «Дикая пасть» действительно похож на пасть сказочного чудовища. А «Каменная чаша» обрушивается в огромный каменный котёл. Путь к водопадам от дороги лежит по лесной тропе[6].